# Trolejbusová doprava v Tbilisi

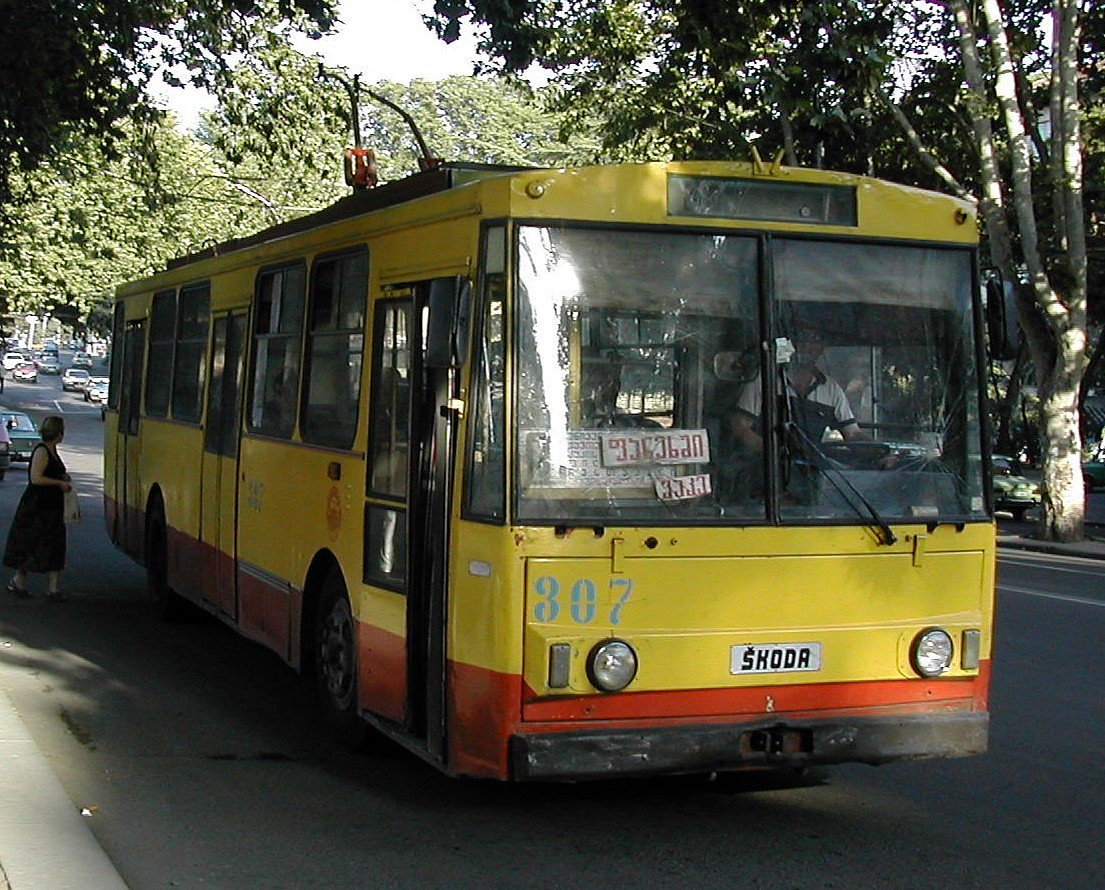
Trolejbus Škoda 14Tr v Tbilisi

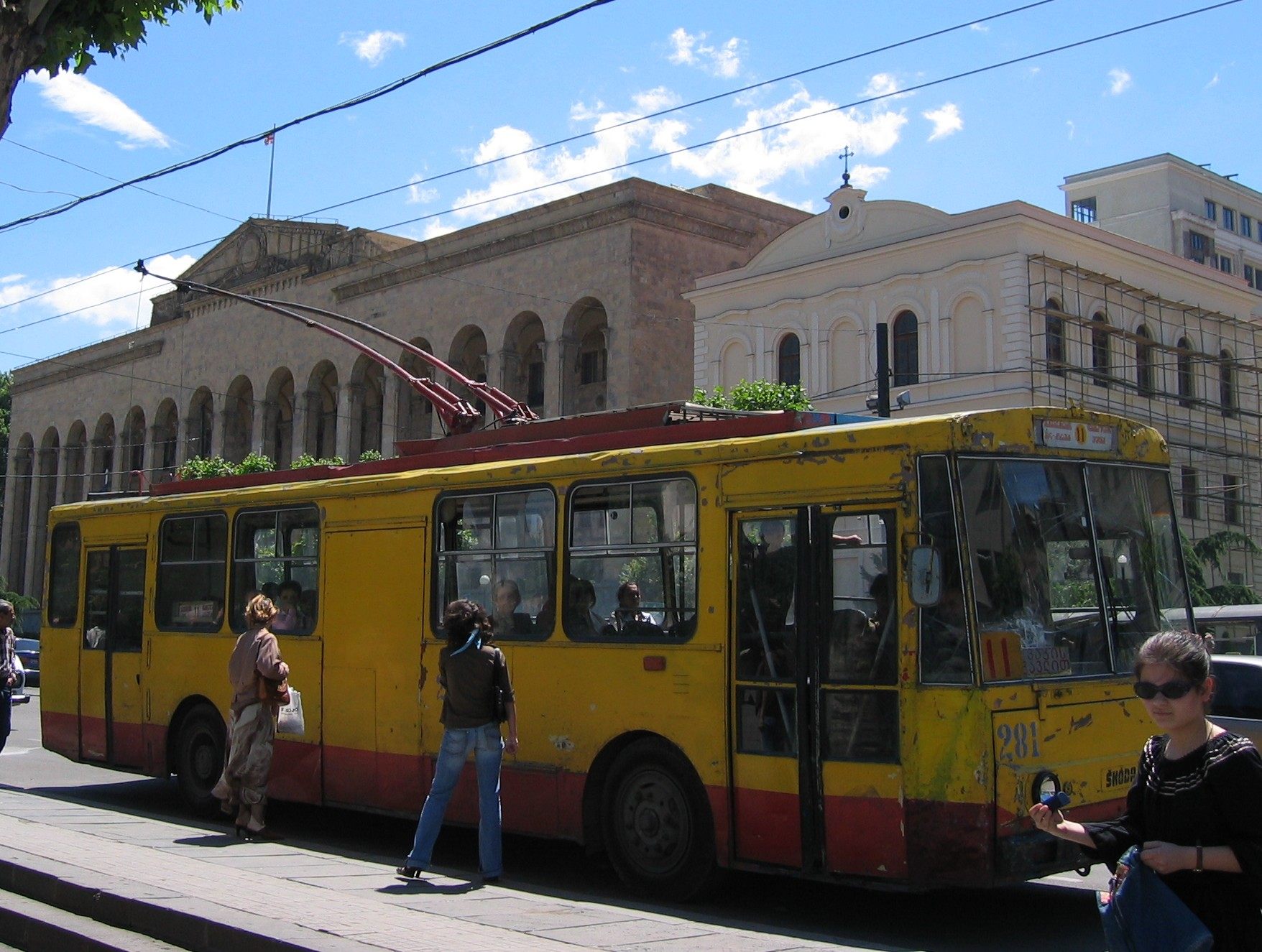
Další 14Tr v tbiliských ulicích

Gruzínské hlavní město Tbilisi provozovalo mezi lety 1937 a 2006 trolejbusovou dopravu.

## Historie
Provoz na tbiliské trolejbusové síti byl zahájen 21. dubna 1937 sovětskými trolejbusy typu JaTB-1. Šlo o první trolejbusovou síť v tehdejší Gruzínské SSR a až do svého zrušení se jednalo o největší provoz elektrické nekolejové trakce v zemi. Do Tbilisi byla dodávána nejmodernější sovětská vozidla, staré vozy byly předávány ostatním místním trolejbusovým systémům.
V polovině 50. let 20. století se zde objevily i první trolejbusy československé výroby. Konkrétně šlo o vozy typu Škoda 8Tr, kterých bylo do roku 1961 dodáno celkem 20. Poté již byly kupovány pouze trolejbusy 9Tr, Škoda jich do Tbilisi dodala celkem 280. Od roku 1981 následovaly legendární „devítky“ vozy Škoda 14Tr, během 9 let jich zde jezdilo již 226. Do poloviny 90. let byly všechny trolejbusy 9Tr vyřazeny, takže provoz na 19 místních linkách obstarávaly pouze „čtrnáctky“.
V letech 2002 a 2003 byl vozový park modernizován staršími vozidly ruské výroby typu ZiU-682, které byly původně v provozu v Athénách. Protože tyto trolejbusy nebyly po příchodu do Tbilisi přelakovány, jezdily až do zastavení provoz v athénské žluté barvě. Naopak 14Tr (v gruzínském hlavním městě provozované ve žluté barvě s červeným pruhem) byly často natřeny po vzoru ZiU-682.
Trolejbusový provoz v Tbilisi byl rozdělen na dvě části. V jižní části (s vozovnou č. 1 společnou s tramvajemi), kde byly v provozu čtyři linky, byly nasazovány výhradně vozy ZiU. Severní část (od té jižní v jednom místě vzdálená pouhých 200 m) byla obsluhována trolejbusy Škoda a ZiU z vozovny č. 2. Linky v severní části, které obsluhovaly i univerzitní oblast na severozápadě města, nebyly ale navzájem nijak linkově propojeny. Paprsčitě se rozbíhaly od významných přestupních uzlů (z náměstí Tavisuplebis a železničního nádraží)
V roce 2004 se ve Tbilisi nacházelo přibližně 80 trolejbusů, z nichž pouze polovina byla schopná pravidelného provozu (převážně vozy ZiU). Na začátku roku 2006 rozhodlo město o zastavení provozu jak trolejbusové dopravy (též i dopravy tramvajové) a jejím nahrazení autobusy. Tramvaje i trolejbusy tak v Tbilisi dojezdily 4. prosince 2006.